# 클라우디오 델라 페나
클라우디오 델라 페나(이탈리아어: Claudio Della Penna, 1989년 5월 12일, 이탈리아 로마 ~ )는 이탈리아의 축구 공격수이다.

## 경력
그는 AS 로마의 유스 시스템에서 축구 인생을 시작하였다. 그는 2007년 12월 19일 2007-08시즌 코파 이탈리아에서 토리노 FC에게 패배한 경기에서 성인 팀으로는 처음으로 출전하였다.